# Breitenbrunn/Erzgeb.
Breitenbrunn/Erzgeb., Breitenbrunn/Erzgebirge – gmina w Niemczech, w kraju związkowym Saksonia, w okręgu administracyjnym Chemnitz, w powiecie Erzgebirgskreis (do 31 lipca 2008 w powiecie Aue-Schwarzenberg).

## Dzielnice
W skład obszaru gminy Breitenbrunn wchodzą następujące dzielnice:
- Antonshöhe
- Antonsthal
- Breitenhof
- Carolathal
- Erlabrunn
- Fällbach
- Halbemeile
- Rabenberg
- Rittersgrün
- Steinheidel
- Tellerhäuser

## Współpraca
Miejscowości partnerskie:
- Münstertal/Schwarzwald, Badenia-Wirtembergia (kontakty utrzymuje dzielnica Rittersgrün)
- Nattheim, Badenia-Wirtembergia